# Jair Castillo
Jair Castillo (Santa Helena del Opón, Santander, Colombia; 21 de abril de 1997), es un futbolista colombiano. Juega como centrocampista. Actualmente milita en Alianza Valledupar FC de la Categoría Primera A colombiana.

## Clubes
| Club                  | País     | Temporadas    |
| --------------------- | -------- | ------------- |
| Real Santander        | Colombia | 2015-2019     |
| Alianza Petrolera     | Colombia | 2020-2023     |
| Alianza Valledupar FC | Colombia | 2024-presente |

## Estadísticas
Actualizado al último partido disputado el 14 de octubre de 2019.
| Club                         | Div                 | Temporada           | Liga  | Liga  | Copa Nacional | Copa Nacional | Copa Internacional | Copa Internacional | Total | Total |
| Club                         | Div                 | Temporada           | Part. | Goles | Part.         | Goles         | Part.              | Goles              | Part. | Goles |
| ---------------------------- | ------------------- | ------------------- | ----- | ----- | ------------- | ------------- | ------------------ | ------------------ | ----- | ----- |
| Real Santander · Colombia    | 2ª                  | 2015                | 1     | 0     | 0             | 0             | -                  | -                  | 1     | 0     |
| Real Santander · Colombia    | 2ª                  | 2016                | 4     | 0     | 0             | 0             | -                  | -                  | 4     | 0     |
| Real Santander · Colombia    | 2ª                  | 2017                | 38    | 2     | 3             | 0             | -                  | -                  | 41    | 2     |
| Real Santander · Colombia    | 2ª                  | 2018                | 26    | 2     | 1             | 0             | -                  | -                  | 27    | 2     |
| Real Santander · Colombia    | 2ª                  | 2019                | 29    | 3     | 6             | 0             | -                  | -                  | 35    | 3     |
| Real Santander · Colombia    | Total               | Total               | 98    | 7     | 10            | 0             | -                  | -                  | 108   | 7     |
| Alianza Petrolera · Colombia | 1ª                  | 2020                | 0     | 0     | 0             | 0             | -                  | -                  | 0     | 0     |
| Alianza Petrolera · Colombia | Total               | Total               | 0     | 0     | 0             | 0             | -                  | -                  | 0     | 0     |
| Total en su carrera          | Total en su carrera | Total en su carrera | 98    | 7     | 10            | 0             | -                  | -                  | 108   | 7     |